# جهاز الفاكو
جهاز الفاكو : هو جهاز يستخدم الموجات فوق الصوتية و تجتاح الحرارة التي تولدها هذه الموجات في الجهاز داخل العين إلى تبريد مستمر تجنبا لحدوث الحروق في القرنية حول الجرح ويستخدم هذا الجهاز في معالجة مرضى الساد. [بحاجة لمصدر]

## وصلات داخلية
- طب العيون